# 艾米尼·施爾積克
艾米尼·施爾積克（1973年5月11日—），斯洛文尼亞职业足球运动员，现已退役。

## 球會生涯
他在斯沃博達開始他的職業生涯。後來，他先後效力奧林比查，巴斯蒂亞（法國），>塞尔维特（瑞士），彭里安奧斯（希臘），大連實德（中國）和莫斯克倫（比利時）。

## 國際賽生涯
施爾積克曾代表斯洛文尼亞國家隊參加2000年歐洲國家杯及2004年歐洲國家盃外圍賽，而在外圍賽中他取得了8個入球。

## 榮譽

### 奧林比查
- 斯洛文尼亞聯賽: 1993-94, 1994-95
- 斯洛文尼亞盃: 1995-96

### 巴斯蒂亞
- 圖圖盃: 1997

### 塞尔维特
- 瑞士聯賽: 1998-99
- 瑞士盃: 2001

### 哈馬比
- 瑞典聯賽: 2001

### 個人
- 斯洛文尼亞聯賽神射手: 1995-96

## 連結
- Player profile[永久] - PrvaLiga
- Player profile （页面存档备份，存于） - NZS
- Player profile[永久] - LFP